# Two Soldiers

Two Soldiers est un court métrage américain réalisé par Aaron Schneider et sorti en 2003.
Il a remporté l'Oscar du meilleur court métrage en prises de vues réelles en 2004.

## Synopsis
Juste avant l'attaque de Pearl Harbor en 1942, deux frères vivant dans au Mississippi sont très proches l'un de l'autre. L'ainé s'engage dans l'armée, et le plus jeune veut le suivre.

## Fiche technique
- Réalisation :  Aaron Schneider
- Scénario :  Aaron Schneider d'après une histoire de William Faulkner
- Musique : Alan Silvestri
- Lieu de tournage : Caroline du Nord
- Durée : 40 minutes
- Date de sortie : 1er août 2003

## Distribution
- Jonathan Furr : Willie Grier
- Ben Allison : Pete Grier
- Ron Perlman : Colonel McKellog
- David Andrews : Lieutenant Hogenbeck
- Mike Pniewski : Sheriff Foote
- Deacon Dawson : Mr. Grossnickel
- Joanne Pankow : Mrs. Habersham
- Danny Vinson (en) : Pap Grier
- Suellen Yates : Maw Grier
- David Hall : Private
- D. H. Johnson : Colonel's Driver
- Al Wiggins
- Allan Hamilton : Bus Driver
- Warren Hendon : Old Man Killegrew
- Nancy Saunders (en) : Old Lady Killegrew
- Lorenzo Meachum : Blues Guitarist
- Lisa Boston

## Nominations et récompenses
- Oscar du meilleur court métrage en prises de vues réelles